# 清华大学车辆与运载学院
清华大学车辆与运载学院，简称车辆学院，前身是1932年设立的机械工程系所计划的飞机与汽车组。在中国最早设立的汽车工程专业。主要从事车辆工程、动力机械等方面研究。

## 历史
- 1932年，机械工程系成立，原计划设立飞机与汽车组[3]。
- 1934年，飞机与汽车组改为航空工程组。
- 1952年前，毕业生大量参与中国第一汽车厂、第一拖拉机厂和第一个坦克厂的建设。
- 1952年，院系调整，建立动力机械系，内设汽车专业。
- 1953年，汽车专业改名为汽车拖拉机专业。
- 1956年，汽车楼、汽车实验室、发动机实验室落成。
- 1960年，汽车拖拉机专业划归农业机械系。
- 1970年，农业机械系取消，改名为汽车专业，与校机械厂合并成立清华大学汽车厂。
- 1977年，汽车专业回归动力机械系。动力机械系改名热能工程系，新增内燃机专业。
- 1980年，由汽车专业、内燃机专业合并建立汽车工程系。当时的一机部汽车局拨款100万。
- 1986年，中汽公司共建清华大学汽车研究所。
- 1995年，汽车安全与节能国家重点实验室通过验收。
- 1993年，汽车、内燃机专业合并为汽车工程专业。
- 2009年，因修建新清华学堂与清华大学校史馆需要，拆除汽车楼及周边建筑。
- 2019年4月2日，清华大学宣布成立清华大学车辆与运载学院，简称车辆学院，並撤销汽车工程系建制[4]。

## 机构
- 车辆与交通研究所
- 车用动力研究所
- 汽车车型与车身设计研究所
- 汽车研究所
  - 汽车安全与节能国家重点实验室